# Allenheads
Allenheads – wieś w Anglii, w hrabstwie Northumberland. Leży 44 km na południowy zachód od miasta Newcastle upon Tyne i 392 km na północ od Londynu.